# Conqueror (film)
Pour les articles homonymes, voir Conqueror et She (homonymie).
Pour plus de détails, voir Fiche technique et Distribution.
Conqueror (She) est un film d'aventures fantastiques post-apocalyptiques israélo-américano-italien réalisé par Avi Nesher et sorti en 1984.
Le film se déroule dans un monde post-apocalyptique. Tom et son ami Dick partent à la recherche de Hari, la sœur de Dick qui s'est faite enlever. En chemin, ils combattent d'étranges créatures avant d'affronter et de vaincre les maléfiques Norks.
Le film est librement inspiré du roman britannique Elle (She) d'Henry Rider Haggard paru en 1887, même si le film fini n'a que peu de rapport avec le roman.

## Synopsis
Se déroulant 23 ans après une guerre nucléaire appelée « l'Annulation », dans un pays de tribus en guerre, le film suit Tom et son ami Dick, dont la sœur Hari a été capturée par une puissante tribu, les Norks. Tom et Dick partent à la recherche de Hari et la sauvent, en essayant d'éviter les tribus dangereuses qu'ils rencontrent en chemin. Ils sont finalement capturés par un clan matriarcal appelé les Urechs, dirigé par la déesse She. Les deux hommes parviennent à s'échapper ; les forces de She les retrouvent, mais She décide de les aider dans leur quête après avoir entendu la prophétie d'une voyante locale. Elle et son lieutenant Shanda rejoignent Tom et Dick dans leur périple.
Ils rencontrent de nombreuses autres tribus, chacune dirigée par son propre dieu post-apocalyptique, et les rencontres se terminent généralement par une bataille. Chaque dieu tribal dispose d'une armée de mutants dotés de capacités spéciales apparemment conférées par les radiations nucléaires. Un communiste psychique, Godan, peut faire léviter ses ennemis, mais il est trahi par son second, une femme en rouge contrariée par le fait que Godan l'ait prise pour partenaire. Les héros doivent également affronter un géant en tutu, des loups-garous en toge, des vampires de la haute société et des mutants recouverts de bandages comme des momies égyptiennes. Au fil de ces rencontres, le groupe se sépare et se rend séparément à la forteresse de Nork.
Après avoir été capturés par les Norks portant des croix gammées, She, Tom et Dick, tous masqués, sont forcés de participer à un combat de gladiateurs. Heureusement, après avoir éliminé les autres combattants, les trois se reconnaissent et mettent fin au combat. Hari, qui a été la concubine du chef Nork, se précipite à leurs côtés. Le chef Nork considère cela comme un affront et dit au groupe qu'il peut partir, mais qu'en guise de punition, ses forces attaqueront et réduiront en esclavage les Urechs le lendemain.
Ils sont relâchés, mais She décide de monter une embuscade contre les forces Nork à un pont, avant que les Norks ne puissent s'approcher des terres Urechs. Tom, Dick et Hari l'aident à mettre en place de nombreux pièges. Lorsque les forces Nork arrivent, le groupe doit faire face à des vagues successives de combattants. Alors que les Norks commencent à les submerger, le groupe est sauvé par l'arrivée de Shanda et d'une escouade de guerriers d'Urech qui mettent en déroute les Norks restants. Enfin victorieux, le groupe se réjouit. Dick et Shanda, le commandant en second de She, sont tombés amoureux et Dick choisit de rester avec les Urechs. Tom et She décident en silence de s'aimer à distance. Alors que Tom part en péniche avec sa sœur Hari vers d'autres contrées lointaines, une chanson sur l'amour éternel se fait entendre.

## Fiche technique
- Titre français : Conqueror ou Barbarian ou She, la Guerrière[2]
- Titre original : She
- Réalisation : Avi Nesher
- Scénario : Avi Nesher d'après le roman Elle (She) d'Henry Rider Haggard paru en 1887.
- Photographie : Sandro Mancori
- Montage : Nicholas Wentworth
- Musique : Phil Campbell, Justin Hayward et Rick Wakeman
- Décors : Antonello Geleng
- Costumes : Ivana Massetti
- Maquillage : Otello Fava (it)
- Production : Renato Dandi, Michael-John Biber, Sue Cameron, Helen Szabo, Eduard Sarlui
- Société de production : Moshe Diamant, Royal Films BV, Continental Motion Pictures, Trans World Entertainment
- Pays de production :  Italie,  États-Unis,  Israël
- Langue originale : anglais
- Format : Couleurs par Telecolor - 1,85:1 - Son Dolby stéréo - 35 mm
- Genre : Film d'aventures fantastiques post-apocalyptiques
- Durée : 106 minutes
- Date de sortie : 
  - Colombie : 15 mai 1984
  - États-Unis : 25 décembre 1985
  - France : 28 mai 1986[2]

## Distribution
- Sandahl Bergman : la déesse She (Elle)
- David Goss : Tom
- Quin Kessler : Shanda
- Harrison Muller : Dick
- Elena Wiedermann : Hari
- Gordon Mitchell : Hector
- Laurie Sherman : Taphir
- Andrew McLeay : Tark
- Cyrus Elias : Kram
- David Brandon : le beau garçon
- Susan Adler : la belle fille
- Gregory Snegoff : Godan
- Mary D'Antin : Eva
- Mario Pedone : Rudolph
- Donald Hodson : Rabel
- Maria Cumani Quasimodo : Moona
- David Kirk Traylor : Xenon

## Production
Dans le numéro de janvier 1983 de la revue américaine Starlog, on apprend que Sandahl Bergman est actuellement à Rome pour le tournage de Conqueror.

## Exploitation
Le film est sorti à Paris sour le nom de Conqueror le 28 mai 1986. Pendant la semaine, le film enregistre 585 spectateurs au cinéma City Triomphe, 470 au Marivaux et 123 à L'Orléans. En tout, Conqueror rassemble en une semaine 1 178 spectateurs sur Paris avant d'être retiré des salles.

## Accueil critique
Selon le site Cinedweller, « [...] Dès les cinq premières minutes du film, c’est davantage le ridicule qui l’emporte puisque le cinéaste multiplie les fautes de goût, aussi bien en matière de décors, de costumes que de choix musicaux. [...] Dans ce bric-à-brac qui tient du vide-grenier de province, les personnages évoluent dans le désordre le plus complet. Comme gagné d’une folie à la lisière de la prise d’acide, Avi Nesher fait de son film un énorme fourre-tout où il cite — de manière peut-être involontaire — Monty Python : Sacré Graal ! (1975). Visiblement certain de tourner un énorme nanar, Avi Nesher a multiplié les moments de pure délire, avec de multiples références au burlesque ».
L'auteur britannique Neil Gaiman a chroniqué Conqueror pour le magazine Imagine et a déclaré que le film était « juste assez mauvais pour être très drôle pour ceux qui sont prêts à ignorer le fait que l'intrigue, le jeu des acteurs et la réalisation sont du niveau de Plan 9 from Outer Space. Un must pour tous ceux qui aiment jeter du pop-corn à l'écran ».